# Kielich Konradowski
Kielich Konradowski – kielich wotywny ofiarowany katedrze płockiej za śmierć ks. Jana Czapli, nieznanego autora, pochodzący z XIII wieku. Przechowywany obecnie w skarbcu katedralnym Muzeum Diecezjalnego w Płocku (mieści się ono w opactwie pobenedyktyńskim).

## Wygląd
Ogólny wygląd kielicha jest romański, jednak można zauważyć w nim już początki nowego stylu. Kolista, nierozczłonkowana stopa oraz okrągły trzon to cechy jeszcze typowo romańskie. Natomiast spłaszczenie i spłycenie czary oraz wywinięty brzeg, są już zapowiedzią form gotyckich, tak samo jak zastąpienie kulistego nodusu wielobocznym, pionowo dzielonym w formie płytek.